# Jesper Skibby
Jesper Skibby (Silkeborg, 21 marzo 1964) è un ex ciclista su strada danese.
Professionista dal 1986 al 2000, conta vittorie di tappa in tutti e tre i grandi giri.

## Carriera
Passato professionista nel 1986 con il team belga Roland-Van De Ven, si impone ben presto all'attenzione del grande pubblico riuscendo a conquistare una frazione sia al Giro d'Italia che al Tour de France che alla Vuelta a España.
Nel suo palmarès figurano numerose gare in linea, ma anche una classifica generale del Giro dei Paesi Bassi, conquistato grazie ad un'epica fuga nell'ultima tappa.
Nel marzo 1993 fu protagonista di una tremenda caduta nel corso della quinta tappa della Tirreno-Adriatico, in cui si procurò una doppia frattura al cranio: il suo recupero fu molto veloce, tanto che riuscì a ritornare in sella prima del termine della stagione.
Dopo il suo ritiro dal ciclismo, avvenuto nel 2000 dopo 15 anni di professionismo, pubblicò un'autobiografia nella quale confessò di aver fatto uso di sostanze dopanti, tra cui EPO, ormone della crescita, testosterone e steroidi anabolizzanti, per più di dieci anni a partire dal 1991.

## Palmarès
- 1987 (Roland, una vittoria)

1ª tappa, 2ª semitappa Post Danmark Rundt
- 1988 (Roland, una vittoria)

5ª tappa, 1ª semitappa Post Danmark Rundt
- 1989 (TVM, una vittoria)

19ª tappa Giro d'Italia (Meda > Tortona)
- 1990 (TVM, due vittorie)

3ª tappa Tour of the European Community
10ª tappa Tour of the European Community
- 1991 (TVM, tre vittorie)

3ª tappa Vuelta a España (Badajoz > Siviglia)
7ª tappa Vuelta a España (Palma di Maiorca > Palma di Maiorca)
7ª tappa Tirreno-Adriatico (Grottamare > Ancarano)
- 1993 (TVM, due vittorie)

5ª tappa Giro dei Paesi Bassi (Venlo > Valkenburg)
5ª tappa Tour de France (Avranches > Évreux)
- 1994 (TVM, cinque vittorie)

5ª tappa Giro dei Paesi Bassi (Venlo > Valkenburg)
Classifica generale Giro dei Paesi Bassi
1ª tappa Vuelta a Asturias (Colombres > Colombres)
6ª tappa Vuelta a Asturias (Narcea > Oviedo)
4ª tappa Tirreno-Adriatico (Marina di Cecina > Cecina)
- 1995 (TVM, tre vittorie)

2ª tappa Post Danmark Rundt
5ª tappa Post Danmark Rundt
9ª tappa Vuelta a España (Avila > Destilerias DYC/Segovia)
- 1996 (TVM, una vittoria)

4ª tappa Post Danmark Rundt
- 1998 (Home, una vittoria)

Circuit des Ardennes Flamandes
- 1999 (Home, tre vittorie)

Circuito de Getxo
3ª tappa Giro di Svezia
5ª tappa Tour de Luxembourg

### Altri successi
- 1989 (TVM)

Gran Prix de la Libération (Cronosquadre)
- 1999 (Home)

Campionati danesi, Cronometro a squadre

## Piazzamenti

### Grandi giri
- Giro d'Italia

1987: non partito (11ª tappa)
1989: 14º
1990: ritirato (6ª tappa)
1995: ritirato (5ª tappa)
1996: ritirato (11ª tappa)
- Tour de France

1987: 29º
1989: 41º
1990: non partito (11ª tappa)
1991: ritirato (12ª tappa)
1992: 56º
1993: 53º
1994: 45º
1995: 49º
1996: 29º
1997: 82º
2000: ritirato (7ª tappa)
- Vuelta a España

1991: 28º
1992: ritirato (17ª tappa)
1994: ritirato (14ª tappa)
1995: 48º
1996: ritirato (6ª tappa)
1997: ritirato (5ª tappa)

### Classiche
- Milano-Sanremo

1988: 60º
1990: 7º
1992: 161º
1994: 47º
1995: 9º
1996: 125º
1997: 13º
2000: 178º
- Giro delle Fiandre

1991: 7º
1992: 8º
1994: 11º
1995: 6º
1998: 39º
2000: 94º
- Liegi-Bastogne-Liegi

1988: 66º
1990: 98º
1995: 50º
- Giro di Lombardia

1993: 6º

### Competizioni mondiali
- Campionati del mondo

Colorado Springs 1986 - In linea: 44
Villach 1987 - In linea: ritirato
Ronse 1988 - In linea: ritirato
Chambéry 1989 - In linea: ritirato
Utsunomiya 1990 - In linea:ritirato
Stoccarda 1991 - In linea: ritirato
Benidorm 1992 - In linea: ritirato
Oslo 1993 - In linea: ritirato
Agrigento 1994 - In linea:ritirato
Lugano 1996 - In linea: ritirato
Valkenburg 1998 - In linea: ritirato
- Giochi olimpici

Atlanta 1996 - In linea: 11º